# Парабатлерит
Парабатлери́т, або парабутлери́т (рос. парабатлерит (парабутлерит); англ. parabutlerite; нім. Parabutlerit m) — мінерал, основний водний сульфат заліза.

## Загальний опис
Хімічна формула: Fe3+(OH)[SO4]•2H2O. Склад у % (з провінції Антофагаста, Чилі): Fe2O3 — 39,21; SO3 — 39,15; H2O — 22,00.
Сингонія ромбічна. Ромбо-дипірамідальний вид. Кристали призматичні, дипірамідальні. Густина 2,5. Твердість 3. Колір світлий рожево-бурий. Блиск скляний. Злам раковистий. Розчиняється в кислотах.
Зустрічається у вигляді великих кристалів (родовище Алькапаросс, провінція Антофагаста, Чилі) разом з копіапітом і ярозитом як продукт зміни копіапіту, а також в зоні окиснення піритових жил у родовищах Арґентини і Джером (штат Аризона, США).
Від пара… й назви мінералу батлериту (водний основний сульфат заліза, Fe3+(OH)[SO4]•2H2O), M.C.Bandy, 1938.